# 16 septembre 1907
Le 16 septembre 1907 est le 259e jour de l'année 1907 du calendrier grégorien. Il s'agit d'un lundi. 

## Événements
- La Perse est officiellement informée de la Convention anglo-russe de 1907.
- La municipalité de Natashquan au Québec est constituée.
- Le fonçage du puits no 2 de la fosse Agache par la Compagnie des mines d'Anzin débute à Fenain. Le premier puits est commencé le 10 octobre 1907[1].

## Arts et culture
- François Mauriac s'installe à Paris dans une pension étudiante de frères maristes au no 104 de la rue de Vaugirard[2].

## Naissances
- Seth Neddermeyer, physicien américain.

## Décès
- James Carroll, médecin américain.

## Monuments historiques
Classement de plusieurs monuments historiques, parmi lesquels : 
- Église Saint-Gal de Langeac
- Église Saint-Christophe de Saint-Christophe-sur-Dolaison
- Collégiale Notre-Dame-de-Grâce de Sérignan